# N85 (Ierland)
De N85 is een nationale secundaire weg in Ierland. De weg loopt van Ennis naar Ennistymon en ligt geheel in County Clare.
Sinds 2007 loopt de weg niet meer vanaf de "Maid of Erin" in het centrum van Ennis, alwaar zij aansloot op de oude N18). Tegenwoordig begint de N85 bij de nieuwe aansluiting op de "N18 Ennis Bypass" (iets ten zuiden van Ennis) en loopt via de "N85 Western Relief Road" naar haar oude tracé. Daarna loopt de weg via Fountain Cross en Inagh naar Ennistymon, waar zij aansluit op de N67.